# 빅토르 칼라시니코프
빅토르 미하일로비치 칼라시니코프(Ви́ктор Миха́йлович Кала́шников, 1942년 7월 16일~2018년 3월 27일)은 PP-19 바이즌 기관총 개발자로 잘 알려진 러시아의 소형 무기 디자이너이다.

## 어린 시절과 교육
칼라시니코프는 1942년 7월 16일 소련 카자흐스탄에서 소형 무기 디자이너 미하일 칼라시니코프와 에카테리나 빅토로브나 칼라시니코바의 아들로 태어났다.
빅토르는 1966년 소련의 이젭스크에 있는 기계학원을 졸업했다.

## 커리어
칼라시니코프는 1966년 AK-47의 시험발사를 통해 무기 설계 경력을 시작했다. 그 후 그는 자동 장전식 사냥용 소총 개발에 참여했다.
그는 많은 부품과 부품을 설계했고 자동 장전식 사냥용 소총과 칼라시니코프 기관총 개발에 참여했다. 그는 PP-19 바이즌과 Vityaz-SN 기관총을 설계하는 그룹을 이끌었다.

## 개인사
칼라시니코프는 미하일과 알렉산드르라는 두 아들을 두었다. 2018년 3월 27일 러시아 이젭스크에서 사망했다.